# Palazzo del Governatore (Parma)

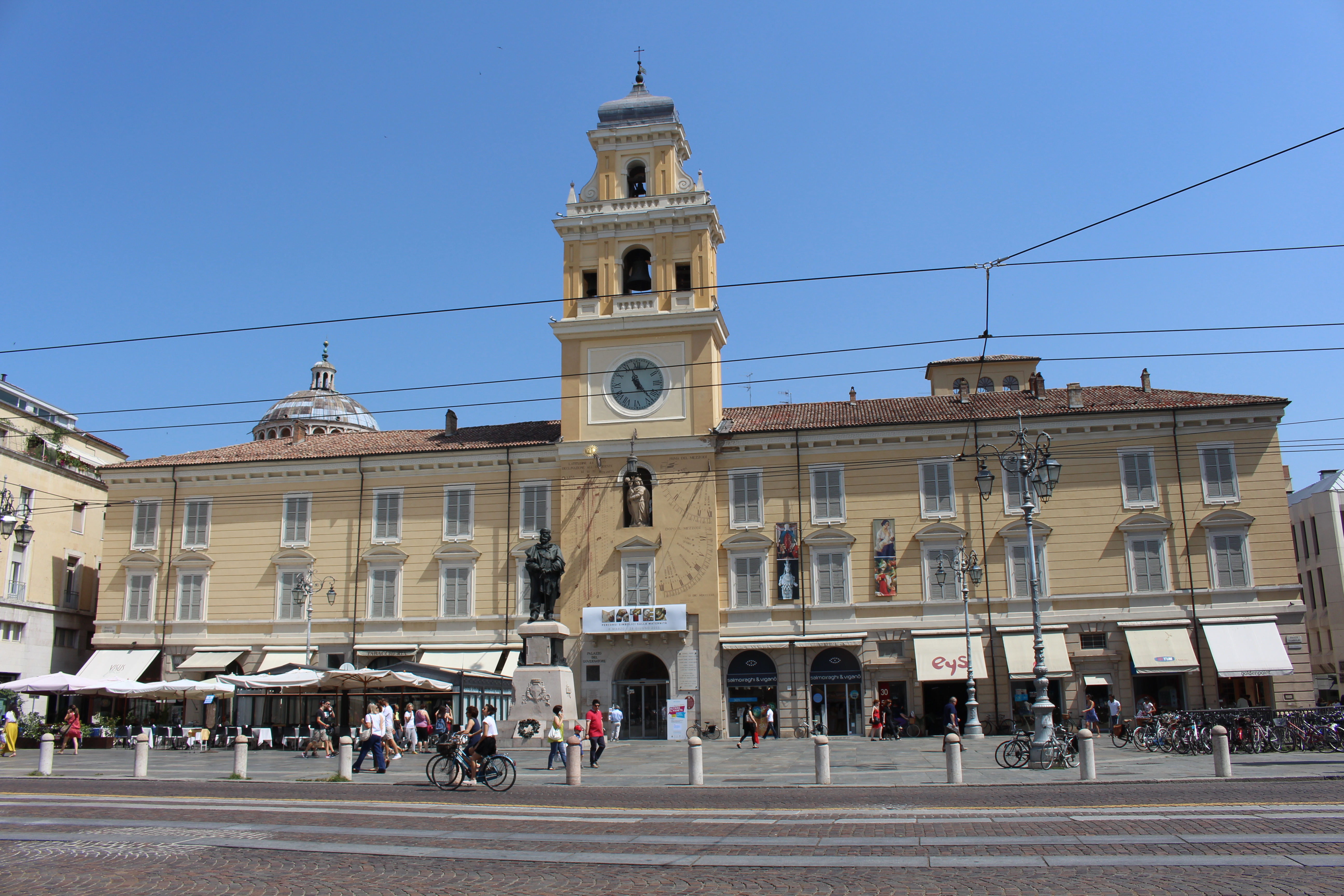
Palazzo del Governatore an der Piazza Garibaldi in Parma

Der Palazzo del Governatore ist ein Palast des Barock und des Klassizismus in Parma in der italienischen Region Emilia-Romagna. Er nimmt die gesamte Nordseite der Piazza Garibaldi in der Stadtmitte ein.

## Geschichte
Der Palast wurde ursprünglich in den Jahren 1283–1285 an der Nordseite der Piazza Nuova (heute Piazza Garibaldi) nach dem Abriss der früheren Wohnhäuser dort als „Palazzo dei Mercanti“ (dt.: Palast der Kaufleute) errichtet. Der spätromanische Palast bestand aus zwei Baukörpern, die in der Mitte durch die schmale Straße Borgo di San Marco, die es heute nicht mehr gibt, getrennt waren. Der ganz aus Ziegelmauerwerk bestehende Palast erhob sich über einer Vorhalle im Erdgeschoss und zeigte im Obergeschoss zwei Reihen Doppel- und Dreifachfenster. Die Fassade war durch Zinnen gekrönt.
Nachdem das Gebäude seine ursprüngliche Funktion für den Handel in der Stadt verloren hatte, wurde es Sitz des Capitano und später des Gouverneurs, des Wirtschaftsprüfers und anderer städtischer Beamter. Jedenfalls behielt es Jahrhunderte lang seinen architektonischen Aufbau.
Nach dem Einsturz des besonders hohen Torre Civica am 27. Januar 1606, durch den auch die Zerstörung des Palazzo del Comune verursacht wurde, entstand die Notwendigkeit des Umbaus des Palazzo del Governatore, dessen beide Baukörper zunächst verbunden wurden, indem man die Straße Borgo di San Marco mit einem Gewölbe schloss. Auf diesem wurde 1673 unter der Leitung des Bauingenieurs Gian Battista Barattieri aus Piacenza ein Turm errichtet, der die alte Funktion des eingestürzten ‚‘Torre Civica‘‘ übernahm, von dem die alte Glocke namens „Di Terza“ aus dem Jahre 1453 übernommen wurde; sie blieb bis zum Ersatz durch eine Kopie im Jahre 1998 intakt.
1760 wurde der Hofarchitekt Ennemond Alexandre Petitot mit der Umorganisation des Platzes betraut. Der Palazzo del Governatore wurde so in eleganter, klassizistischer Form umgebaut, wobei typische, dekorative Elemente eingesetzt wurden. Es wurde auch eine Nische in der Mitte geöffnet, um darin die Statue der „Gekrönten Jungfrau“ unterzubringen, die Jean-Baptiste Boudard geschaffen hatte.
1829 beauftragte die Herzogin Marie-Louise Lorenzo Ferrari und Luigi Pazzoni mit dem Bau den großen Sonnenuhren an der Fassade.
In den 1920er-Jahren wurden das Innere und die Rückfront des Palastes entscheidenden Umbaumaßnahmen im Stil des Rationalismus unterzogen, bei denen nur wenige der alten Dekorationen in den Innenräumen erhalten blieben.
Das gesamte Gebäude, das bis zum Ende des 20. Jahrhunderts Sitz etlicher städtischer Ämter war, wurde zwischen 2000 und 2009 einer vollständigen Restaurierung unterzogen, die es zum heutigen „Luogo d’Arte Moderna e Contemporanea“ (dt.: Ort für moderne und zeitgenössische Kunst) machte: Dieser wurde im Januar 2010 mit der Ausstellung „Nove100“ eingeweiht und beherbergt temporäre Ausstellungen vorwiegend zeitgenössischer Kunst.

## Beschreibung

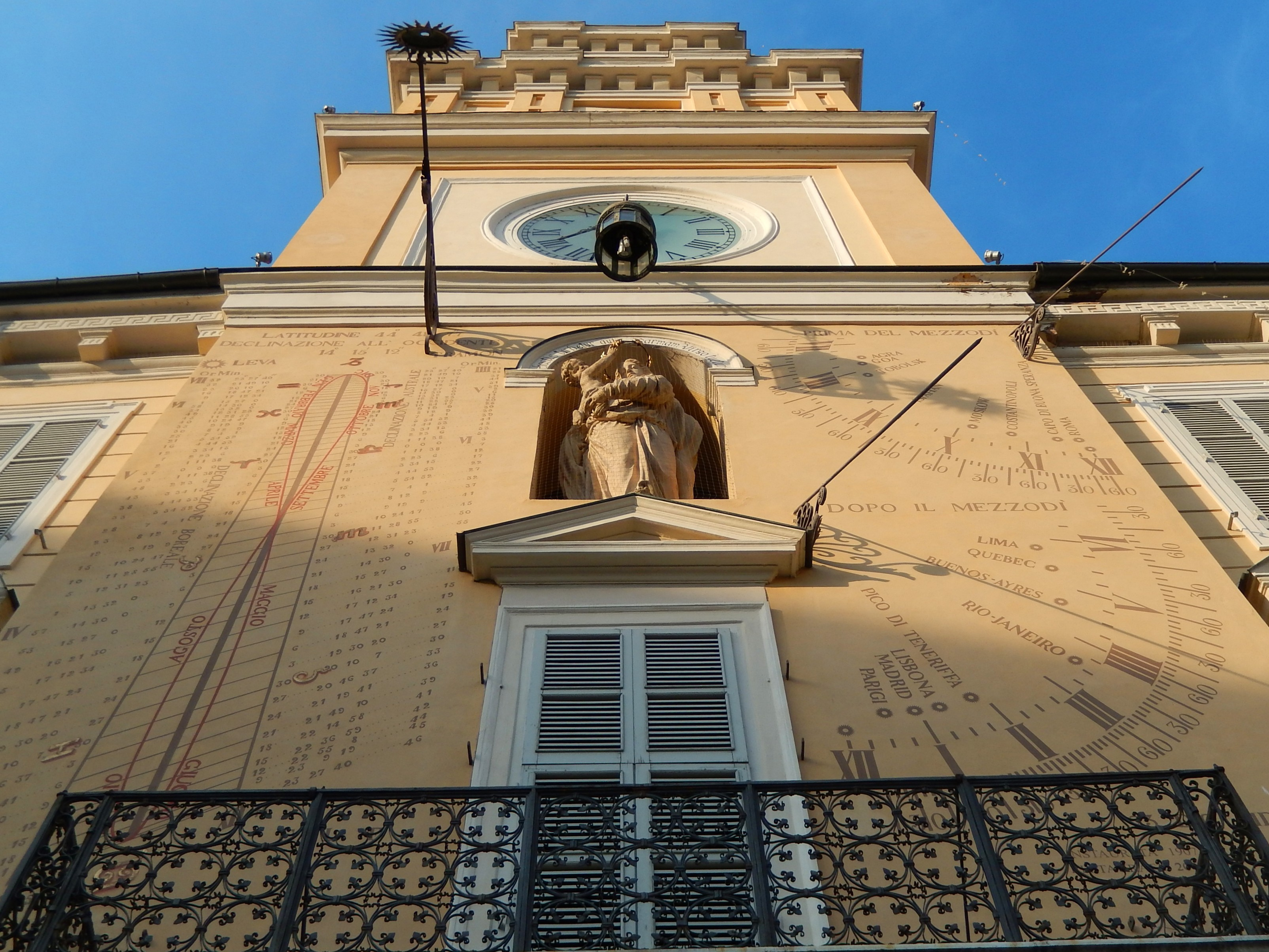
Der hohe Turm von unten gesehen

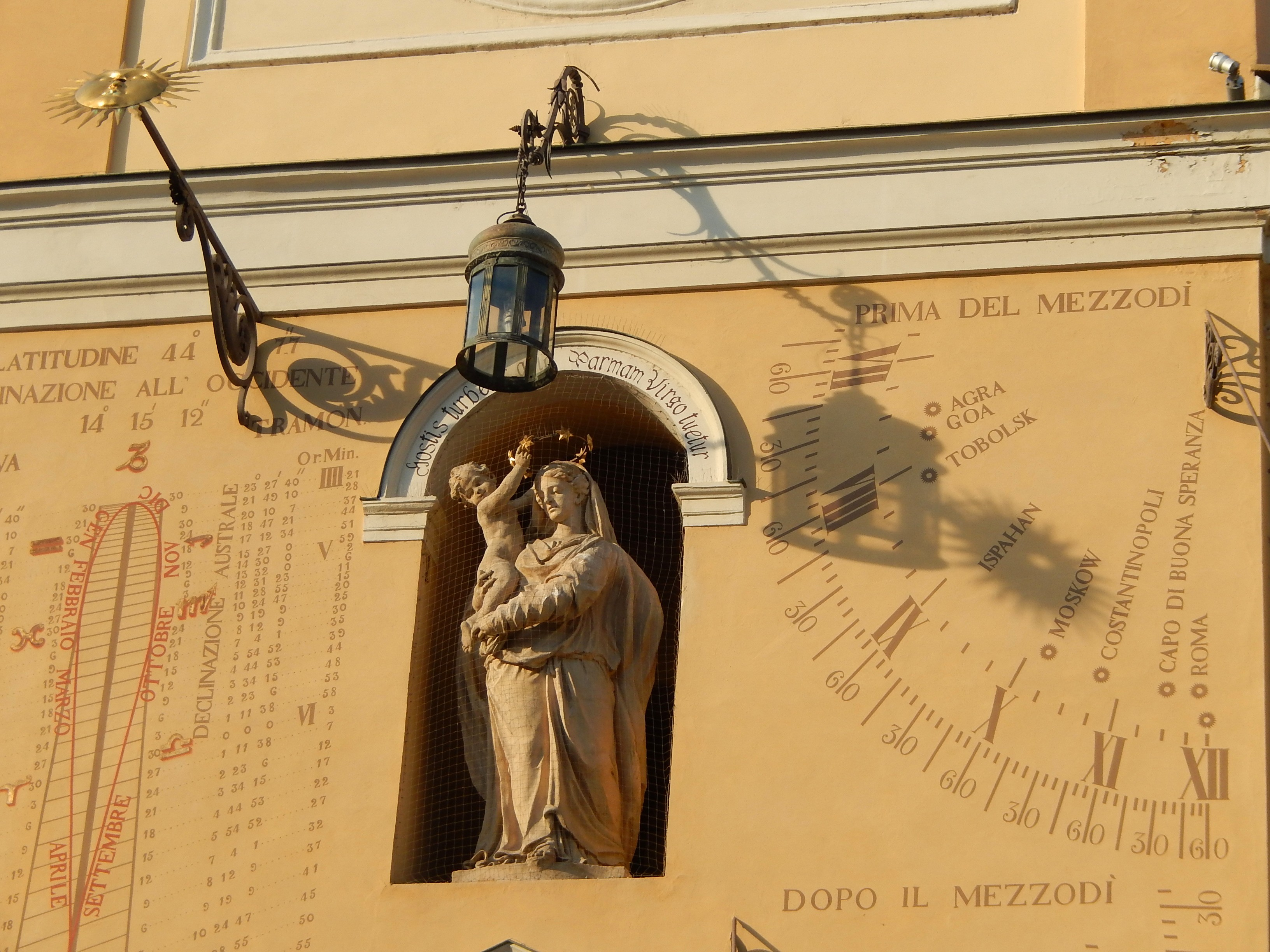
Die Statue der Gekrönten Jungfrau und die Sonnenuhr

Die Fassade des Palastes, die vollständig verputzt und gelb gestrichen ist, ist durch den hohen Turm gekennzeichnet, der trotz der Eingriffe von Petitot typische Elemente des Barock zeigt. Daran ist unterhalb der drei großen Öffnungen für die Glocken eine große Uhr angebracht. Unterhalb, zu beiden Seiten der Nische, in der die Statue der „Gekrönten Jungfrau“ von Boudard aufgestellt ist, befinden sich komplexe Sonnenuhren aus dem 19. Jahrhundert, die zur Zeit ihres Baus eines der fortschrittlichsten Systeme zur Messung der Zeit darstellten. Sie bestehen neben der eigentlichen Sonnenuhr aus Meridianen für die tatsächliche und die mittlere Zeit, die es ermöglichen, neben der Tageszeit auch die Zeitzonen, den Lauf der Monate, die Stunden von Sonnenaufgang bis Sonnenuntergang, die Sternenkonstellationen und weitere astronomische Rechengrößen darzustellen.
Die beiden symmetrischen Seitenflügel zeigen sich in rein klassizistischem Stil, was man insbesondere am Geschosstrennungsgesims, den Ornamenten an den Fenstern, dem Traufgesims mit den eleganten Mäandern und den horizontalen Reliefstreifen erkennt.
An der Palastmauer in der Nähe des Winkels zwischen der Piazza Garibaldi und der Strada Cavour ist heute noch der „Parmaziegel“ eingesetzt, eine alte Maßeinheit der Bauleute von Parma.